# Comuna Crăcăoani, Neamț
Crăcăoani este o comună în județul Neamț, Moldova, România, formată din satele Cracăul Negru, Crăcăoani (reședința), Magazia, Mitocu Bălan și Poiana Crăcăoani.

## Așezare
Comuna se află în zona centrală a județului, în zona cursului superior al râului Cracău și a afluenților acestuia, Cracăul Alb și Cracăul Negru. Este străbătută de șoseaua națională DN15C, care leagă Piatra Neamț de Fălticeni. La Crăcăoani, din acest drum se ramifică șoseaua județeană DJ156A, care o leagă spre sud-est de Negrești, Dobreni (unde se intersectează din nou cu DN15C), Girov, Roznov (unde se intersectează cu DN15), Borlești, Tazlău și mai departe în județul Bacău de Balcani, Pârjol și Ardeoani (unde se termină în DN2G); precum și șoseaua județeană DJ155J, care duce spre nord la Ghindăoani și Grumăzești.

## Demografie
Componența etnică a comunei Crăcăoani
     Români (78,83%)
     Romi (9,43%)
     Alte etnii (0,05%)
     Necunoscută (11,69%)
Componența confesională a comunei Crăcăoani
     Ortodocși (87,66%)
     Alte religii (0,46%)
     Necunoscută (11,88%)
Conform recensământului efectuat în 2021, populația comunei Crăcăoani se ridică la 3.670 de locuitori, în scădere față de recensământul anterior din 2011, când fuseseră înregistrați 3.944 de locuitori. Majoritatea locuitorilor sunt români (78,83%), cu o minoritate de romi (9,43%), iar pentru 11,69% nu se cunoaște apartenența etnică. Din punct de vedere confesional, majoritatea locuitorilor sunt ortodocși (87,66%), iar pentru 11,88% nu se cunoaște apartenența confesională.

## Politică și administrație
Comuna Crăcăoani este administrată de un primar și un consiliu local compus din 13 consilieri. Primarul, Alexandrina Raclariu[*], de la Partidul Național Liberal, este în funcție din octombrie 2020. Începând cu alegerile locale din 2024, consiliul local are următoarea componență pe partide politice:
|  | Partid                          | Consilieri | Componența Consiliului | Componența Consiliului | Componența Consiliului | Componența Consiliului | Componența Consiliului |
|  | ------------------------------- | ---------- | ---------------------- | ---------------------- | ---------------------- | ---------------------- | ---------------------- |
|  | Partidul Social Democrat        | 5          |                        |                        |                        |                        |                        |
|  | Partidul Național Liberal       | 5          |                        |                        |                        |                        |                        |
|  | Partidul Puterii Umaniste       | 2          |                        |                        |                        |                        |                        |
|  | Alianța pentru Unirea Românilor | 1          |                        |                        |                        |                        |                        |

## Istorie
La sfârșitul secolului al XIX-lea, comuna făcea parte din plasa Piatra-Muntele a județului Neamț și era formată din satele Crăcăoani, Cracăul Negru, Magazia și Ghindăoani, având în total 3639 de locuitori. În comună, funcționau o școală, șase biserici, cinci pive pentru sumane și două mori de apă. Anuarul Socec din 1925 o consemnează în plasa Cetatea-Neamț a aceluiași județ, având 2770 de locuitori în satele Crăcăoani, Cracăul Negru și Magazia.
În 1950, comuna a fost transferată raionului Târgu Neamț din regiunea Bacău. În 1968, ea a revenit la județul Neamț, reînființat, având componența actuală.

## Monumente istorice
Două obiective din comuna Crăcăoani sunt incluse în lista monumentelor istorice din județul Neamț ca monumente de interes local. Unul este clasificat ca monument de arhitectură: mănăstirea Horaița (secolele al XVII-lea–al XIX-lea) din satul Poiana Crăcăoani, ansamblu ce cuprinde biserica „Botezul Domnului” (1824), paraclisul „Sfântul Nicolae” (secolul al XVII-lea), stăreția (începutul secolului al XX-lea) și turnul clopotniță (secolul al XVIII-lea, refăcut în secolul al XIX-lea). Celălalt obiectiv, clasificat ca monument memorial sau funerar, este obeliscul eroilor din Războiul Ruso-Turc din 1877–1878, monument ridicat în satul Crăcăoani în 1904.

## Personalități locale
- Gheorghe Răscănescu, ofițer
- Calinic Argatu (n. 1944), cleric ortodox, deputat în legislatura 1990-1992 pe listele FSN